# Бирюков, Пётр Филиппович
Пётр Филиппович Бирюков (1912 год — дата смерти неизвестна) — бригадир тракторной бригады Краснореченской МТС Фрунзенской области, Киргизская ССР. Герой Социалистического Труда (1948).

## Биография
Родился в 1912 году в селе Ивановка Пишпекского уезда.
Участвовал в Великой Отечественной войне.
После демобилизации в 1947 году — тракторист, бригадир комсомольско-молодёжной бригады трактористов Краснореченской МТС Фрунзенской области.
В 1947 году бригада Петра Бирюкова собрала и обмолотила в среднем по 427,5 центнеров сахарной свеклы с каждого гектара на участке площадью 65 гектаров. Указом Президиума Верховного Совета СССР от 19 мая 1948 года удостоен звания Героя Социалистического Труда с вручением Ордена Ленина и золотой медали Серп и Молот.
С 1968 года — персональный пенсионер союзного значения. Дальнейшая судьба не известна.
Награды
- Герой Социалистического Труда
- Орден Ленина
- Орден Трудового Красного Знамени